# Dagens Nyheder
Dagens Nyheder var en dansk avis, i perioder bar den navnet Nationaltidende. 
Avisen blev grundlagt den 1868 i København med Carl Carstensen som den ene redaktør. Sidste nummer af avisen udkom søndag, 3. september 1961.
Avisen blev oprindeligt udgivet af bladgruppen De Ferslewske Blade, men i avisens sidste år udgivet med økonomisk tilskud fra Dansk Arbejdsgiverforening og Industrirådet.
Ansvarshavende chefredaktører ved avisens ophør var Jens Søltoft-Jensen og Eigil Steinmetz.